# Boguslaw Adamowicz
Boguslaw Adamowicz (n. 13 ianuarie 1870 , la Minsk—d. 1944) a fost un poet, scriitor și pictor care a făcut parte din mișcarea Tânăra Polonie .  A creat poezie patriotică și a făcut parte prin opera sa din mișcări artistice: simbolism , impresionism și parnasianism . A fost autor de romane și nuvele scrise  în ciudatul stil de ficțiune.

## Viața
A studiat pictura la Paris .  În jurul anului 1911 ,  a revenit la Minsk, unde între anii 1918  -  1920 a îndeplinit funcția de redactor al publicației "Goniec Minsk".  Ultima perioadă din viața sa, mai precis între anii 1920 și 1944 a trăit la Varșovia .  După revolta din Varșovia,  Bogusław Adamowicz a fost evacuat forțat din localitate, iar mai apoi a dispărut fără urmă.  Lucrările sale au fost traduse în limba franceză.

## Opera
Munca lui Bogusław Adamowicz este împărțită în două părți separate.  Prima parte se concentrează pe tema erotismului combinat cu  necrofilia , cu apropieri satanice.  Aceste linii directoare au fost inspirate din lucrările lui Edgar Allan Poe precum și interesuk pe care Boguslaw l-a acordat deviaților extreme ale stilului Art Nouveau legate de aberațiile și degenerarea minții umane.  Poezia lui  Bogusław Adamowicz este caracterizată de o sensibilitate unică pentru detalii ale imaginii și de impresii, sinestezie și o mare subtilitate de limbaj. A doua parte este apropierea poeziei lui Adamowicz poezie de Tadeusz Miciński și Anthony Lange.  În plus, criticii au căutat în poezia lui Adamowicz apropieri de  poezia lui Charles Baudelaire și Charles Leconte de Lisle .

## Publicații

### Poezie
- 1893—Jocul imaginației
- 1897—Melodii
- 1911—Rapsodia omenirii
- 1985—Selectarea Poeziei

### Proză
- 1908—Războiul spiritelor,  roman science-fiction
- 1911—Secretul de o lungă și o viață scurtă, conține: 
  - „Acesta este un Doge necunoscut”
  - „ Monstrul, Povestea unui basm”
  - „Ceasul”
  - „Triumful morții”
  - „Secretul de o lungă și o viață scurtă”
- 1912—Nebunia nemuritorului.  ficțiune
- 1922—Marshall cel vesel, conține: 
  - „Speaker vesel”
  - „Aceasta este Doge”
  - „Sacrificiu păgân”
  - „Secretul de viață lungă și scurtă”
- 1925—Lume în galben ( 1925 ), adoptarea ulterioară a unui „Triumf galben ”